# Joachim Rehork

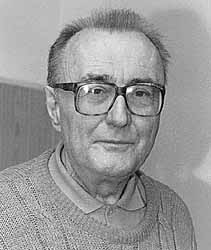
Joachim Rehork (1994)

Joachim Rehork (* 1930 in Pethau) ist ein deutscher Sachbuchautor und Übersetzer.
Joachim Rehork studierte zunächst Musik an der Musikhochschule und ab 1954 Klassische Philologie, Alte Geschichte und Byzantinistik an der Freien Universität Berlin. Sein wichtigster akademischer Lehrer war Franz Altheim. 1964 wurde er bei diesem mit einer Dissertation zum Thema Tatenbericht und dichterisches Herrscherenkomion in Augusteischer Zeit promoviert. Schon während seines Studiums arbeitete er als freier Verlagsmitarbeiter und arbeitete an Werken Altheims mit. Nach seinem Studium arbeitete er als freier Autor und Übersetzer. Er verfasste mehrere eigene Bücher, meist zu kulturhistorischen und archäologischen Themen, und übersetzte eine dreistellige Zahl fremdsprachiger Schriften. Daneben bearbeitet er Bücher und ist als Herausgeber tätig. Am bekanntesten ist Rehork wohl für seine Übersetzung und Erweiterung von Warwick Brays und David Trumps Lexikon der Archäologie und von Glyn Daniels Enzyklopädie der Archäologie, die allein in Deutschland mehrfach aufgelegt wurden.

## Schriften (Auswahl)
- Tatenbericht und dichterisches Herrscherenkomion in Augusteischer Zeit. In: Franz Altheim, Ruth Stiehl:  Die Araber in der alten Welt. Band 2. De Gruyter, Berlin 1964, S. 379–491 (= Dissertation).
- Faszinierende Funde. Archäologie heute. Lübbe, Bergisch Gladbach 1971, ISBN 3-7857-0066-0.
  - französische Ausgabe: Recherche fascinante. L’archéologie moderne (= Marabout université, Band 277). Marabout, Verviers 1976.
- Archäologie und biblisches Leben. Lübbe, Bergisch Gladbach 1972, ISBN 3-7857-0106-3.
- Der jüngste Tag blieb aus. Untergang und Neubeginn in der Geschichte. Econ, Düsseldorf/Wien 1977, ISBN 3-430-17648-4.
- Unsere Urzeitzeugen (Deutschland – das unbekannte Land, Band 2). Umschau, Frankfurt/M. 1985, ISBN 3-524-65002-3.
- Unsere Kaiserpfalzen (Deutschland – das unbekannte Land, Band 3). Umschau, Frankfurt/M. 1985, ISBN 3-524-65003-1.
- Sie fanden, was sie kannten. Archäologie als Spiegel der Neuzeit. Hueber, Ismaning 1987, ISBN 3-19-005504-5.
- Plünderer. Archäologie und Macht. Rütten und Loening, Berlin 1994, ISBN 3-352-00602-4.

Übersetzungen
- Cyril Aldred: Echnaton. Gott und Pharao Ägyptens. Lübbe, Bergisch Gladbach 1968.
- John V. Luce: Atlantis. Legende und Wirklichkeit. Lübbe, Bergisch Gladbach 1969, ISBN 3-7857-0032-6
- Warwick Bray, David Trump: Lexikon der Archäologie. Deutsche Bearbeitung Joachim Rehork. Praeger, München 1973, ISBN 3-7796-4004-X.
  - Taschenbuchausgabe in 2 Bänden, Rowohlt, Reinbek bei Hamburg 1975, ISBN 3-499-16187-7.
- John V. Luce: Archäologie auf den Spuren Homers. Lübbe, Bergisch Gladbach 1975, ISBN 3-404-00849-9
- David und Ruth Whitehouse: Lübbes archäologischer Welt-Atlas. Übersetzung und deutsche Bearbeitung von Joachim Rehork. Lübbe, Bergisch Gladbach 1976, ISBN 3-7857-0182-9.
- I. E. S. Edwards: Tutanchamun. Das Grab und seine Schätze. Lübbe, Bergisch Gladbach 1978, ISBN 3-7857-0211-6.
- Glyn Daniel (Hrsg.): Lübbes Enzyklopädie der Archäologie. Herausgeber der deutschen Ausgabe Joachim Rehork. Lübbe, Bergisch Gladbach 1980, ISBN 3-7857-0236-1.
- Robert S. Wistrich: Wer war wer im Dritten Reich: Anhänger, Mitläufer, Gegner aus Politik, Wirtschaft, Militär, Kunst und Wissenschaft. Überarbeitete, erweiterte und illustrierte deutsche Ausgabe. Harnack, München 1983, ISBN 3-88966-004-5.
- John Romer: Sie schufen die Königsgräber – Die Geschichte einer altägyptischen Arbeitersiedlung. Verlag Max Hueber, Ismaning bei München 1986, ISBN 3-19-005500-9.
- Martin Bernal: Schwarze Athene. Die afroasiatischen Wurzeln der griechischen Antike. Wie das klassische Griechenland „erfunden“ wurde. List, München 1992, ISBN 3-471-77170-0.
- Malcolm Hillier: Farbgestaltung im Garten. Der Jahresplaner für phantasievolle Farbkompositionen im Garten. DuMont, Köln 1996, ISBN 978-3-7701-3760-2.